# Claudia Schmölders

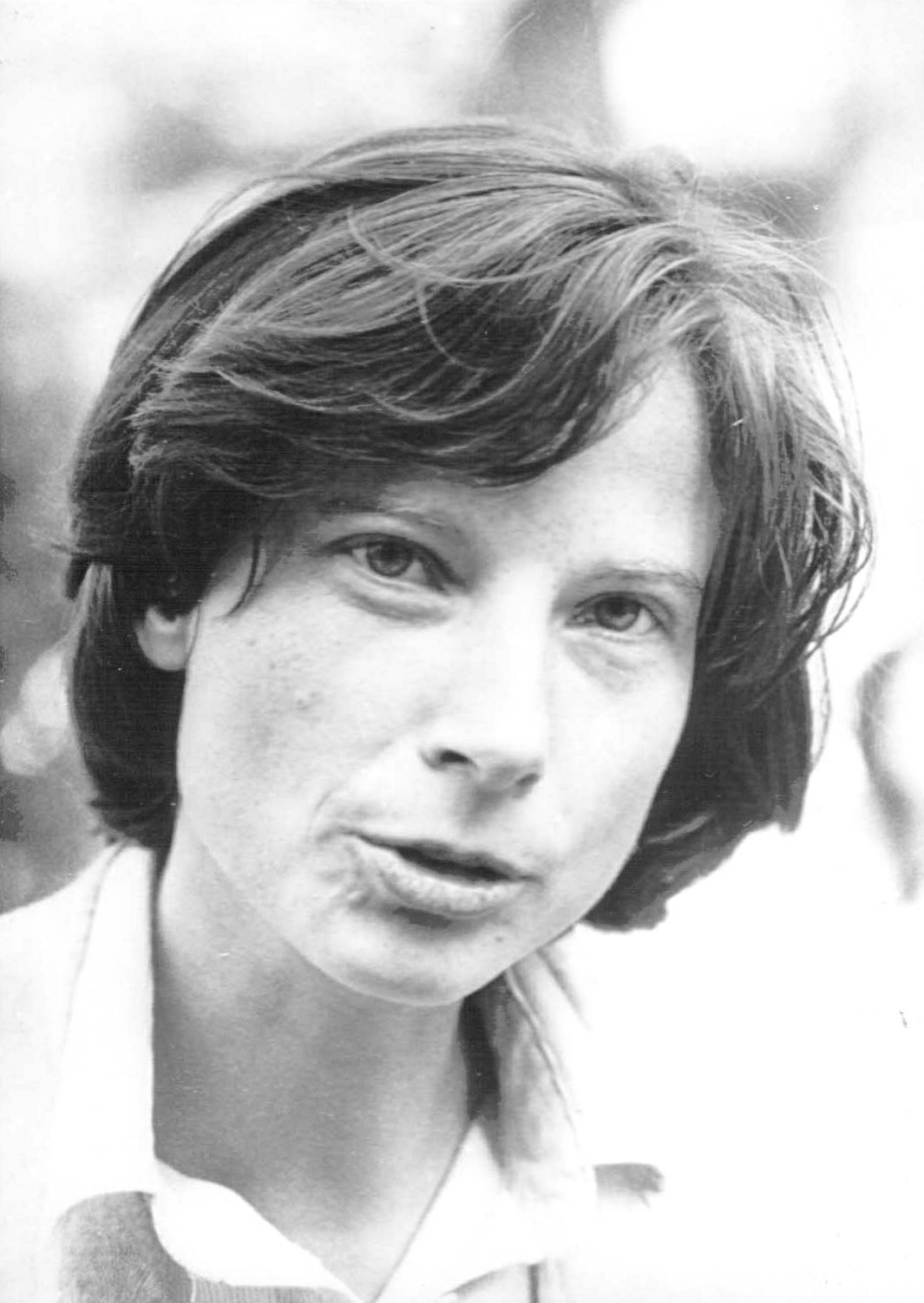
Claudia Schmölders en 1977.

Claudia Schmölders o Claudia Henn-Schmölders (Heidelberg, 25 de octubre de 1944) es una investigadora de estudios culturales, escritora y traductora alemana.

## Vida
Realizó estudios universitarios de germanística, música, y filosofía en Colonia, Zúrich, Berlín y Nueva York. Se doctoró en 1973 en filosofía en la Universidad Libre de Berlín. Entre 1975 y 1999 se desempeñó como periodista, correctora de pruebas y editora independiente en distintas editoriales; simultáneamente se desempeñó como profesora en universidades de Colonia, Fráncfort del Meno, Hamburgo y Berlín. En 1991 fue fellow del Maison des Sciences de l'Homme de París y en los años 1991 y 1992 fue fellow del Wissenschaftskollegs zu Berlin. En 1997 se graduó como profesora en la Universidad de Humboldt, con una tesis sobre la historia de la fisonomía. Desde 1998 es privatdozentin en el departamento de estudios culturales de esa universidad.
Como investigadora de estudios culturales se ocupa sobre todo de la historia de la fisonomía y de la cortesía en Europa. También ha editado numerosas antologías literarias y la serie de treinta volúmenes Berühmte Paare. Además ha traducido del idioma inglés libros infantiles y de narrativa. Desde el año 2000 es miembro del PEN Club Internacional de Alemania. En el año 2004 recibió el premio Heinrich Mann y en el año 2010 fue nombrada miembro de la Academia Alemana de la Lengua y la Poesía.

## Obra
- Simplizität, Naivetät, Einfalt. Studien zur ästhetischen Terminologie in Frankreich und Deutschland 1674 bis 177 (1974)
- Die Stärke der Stille (1984)
- Das Vorurteil im Leibe. Eine Einführung in die Physiognomik (1995)
- Hitlers Gesicht. Eine physiognomische Biographie (2000)

## Edición
- Jules Verne: Die großen Seefahrer und Entdecker (1974)
- Über Honoré de Balzac (1977)
- Über Simenon (1978)
- Die Kunst des Gesprächs. Texte zur Geschichte der europäischen Konversationstheorie (1979)
- Vom Paradies und anderen Gärten (1983)
- Die wilde Frau (1983)
- Die Märchen-Arche (1984)
- Deutsche Briefe (1987)
- Das Märchenbuch (1987)
- Einladung zum Essen (1989)
- Japan (1989)
- Mit Goethe durch den Garten (1989)
- Liebes-Erklärungen (1993)
- Die Erfindung der Liebe. Berühmte Zeugnisse aus drei Jahrtausenden (1996)
- Der exzentrische Blick. Gespräch über Physiognomik (1996)
- Deutsche Kinder. 17 Biographische Porträts (1997)
- Gesichter der Weimarer Republik. Eine physiognomische Kulturgeschichte (2000)

## Traducciones
- Maurice Sendak: Wo die wilden Kerle wohnen (1967)
- Tomi Ungerer: Der Hut (1972)
- Maurice Sendak: Was tust du dann? (1973)
- William Somerset Maugham: Rosie und die Künstler (1973 , junto con Hans Kauders)
- H. G. Wells: Der Krieg der Welten (1974, junto con G. A. Crüwell)
- H. G. Wells: Der Unsichtbare (1974, junto con Alfred Winternitz)
- Jean de Brunhoff: Die Geschichte von Babar, dem kleinen Elefanten (1976)
- Ernest W. Hornung: Raffles, der Dieb in der Nacht (1976)
- Ennis Rees: Katz und Fuchs und Hund und Hummer (1976)
- Valmiki: Das Ramayana (1984)
- Beatrix Potter: Die gesammelten Abenteuer von Peter Hase (1986)